# Yaçovarman II
 Yaçovarman II fut roi de l’Empire khmer de 1160 à 1165. 
Yaçovarman II monte sur le trône à la place de Jayavarman VII, le fils de Dharanindra Varman II qui était peut-être le prince héritier et qui combattait au Champā. Ce dernier, dévoué au nouveau roi, continue à guerroyer contre les Chams dont il saccage les provinces centrales.
Le règne de Yaçovarman II est troublé par une conspiration - dont il n’est pas possible de savoir quels en furent les instigateurs et les auteurs - qui décrit le roi comme une incarnation de Râhu[réf. souhaitée], le démon de la cosmogonie hindouiste. Le roi ne doit la vie qu’au courage d’un de ses officiers, Crîndrakumara, un des fils de Jaya-Varman.
En 1165, Yaçovarman II est renversé et assassiné par un mandarin usurpateur qui se proclame roi sous le nom de Tribhuvanâditya-Varman.